# Cantuaria toddae
Cantuaria toddae là một loài nhện trong họ Idiopidae.
Loài này thuộc chi Cantuaria. Cantuaria toddae được Raymond Robert Forster miêu tả năm 1968.